# Гоголівська волость
Гоголівська волость — адміністративно-територіальна одиниця Остерського повіту Чернігівської губернії.
Поселення волості:
- Гоголів — містечко козаче при річці Гоголевій за 52 версти від повітового міста, 3665 осіб (1771 осіб чоловічої статі та 1894 — жіночої), 604 дворових господарств, 2 православні церкви, винокуренний завод, 3 ярмарки, базари.
- Жердова
- Світильня
- хутір Софіївка (В'юнів)
- Плоске
- Русанів — село козаче при річці Трубіж за 60 верст від повітового міста, 1175 осіб (517 осіб чоловічої статі та 558 — жіночої), 196 дворових господарств, православна церква.
- Красилівка
- Требухів
- Дударків — село козаче, 1469 осіб (733 осіб чоловічої статі та 736 — жіночої), 287 дворових господарств, православна церква
- хутір Вета
- Перегуди
- Нестерівка